# 台北流行音楽中心
台北流行音楽中心（タイペイりゅうこうおんがくちゅうしん）は台北市南港区にある音楽ホール。

## 概要
2012年、国際建築設計コンペを行い、アメリカのRUR Architecture,DPCの案が当選。その案を元に建設された。2013年に着工。2020年8月竣工、同年9月5日に開業した。
メインホールは最大5000名収容で、台湾のみならず、国外アーティストのライブが多く行っている。
ライブハウスも4つあり、1600名収容や小規模のライブハウスもある。